# Rutenga
Rutenga ist eine 560 m hoch gelegene Kleinstadt mit unter 13.000 Einwohnern (2012) in der Provinz Masvingo in Simbabwe. Sie ist das Wirtschaftszentrum des Distrikts Mwenezi.

## Beschreibung
Rutenga liegt in einem weiten Dornbusch- und Rinderzuchtgebiet mit sanften Hügeln. Es galt als das rückständigste und ärmste Gebiet des Landes. Das Klima ist heiß und trocken.

## Infrastruktur
Der Ort ist ein wichtiger Verkehrsknotenpunkt. Er liegt an der Schnellstraße A4 und dem Eisenbahnknoten der Bulawayo und Harare mit Maputo und Südafrika verbindet. Rutenga hat mehrere Schulen.

## Wirtschaft
Durch die günstige Lage wurde Rutenga als Standort für einen Trockenhafen von Xai-Xai gewählt. Dadurch verkürzt sich die Strecke nach Harare um 2000 Straßenkilometer. Der Trockenhafen soll 2030 fertig gestellt sein.